# Villamanrique de la Condesa
Villamanrique de la Condesa – gmina w Hiszpanii, w prowincji Sewilla, w Andaluzji, o powierzchni 57,67 km². W 2011 roku gmina liczyła 4266 mieszkańców.
Obszar ten był zaludniony od czasów chalkolitu.